# Seedorf (Dunningen)
Seedorf, ein Ortsteil der baden-württembergischen Gemeinde Dunningen, ist ein Dorf mit etwa 2000 Einwohnern. Der Ort, welcher zwischen den Gemeinden Schramberg und Bösingen liegt, wurde erstmals im Jahre 786 erwähnt und ist heute durch sein ländliches Erscheinungsbild geprägt.

## Geographische Lage
Seedorf befindet sich im Norden der im Landkreis Rottweil gelegenen Gemeinde Dunningen und ist umgeben von Bösingen im Osten, Dunningen im Süden und den Schramberger Ortsteilen Sulgen (im Westen) und Waldmössingen (im Norden). Rottweil ist etwa 15 Kilometer südöstlich von Seedorf, bis in das südlich gelegene Villingen-Schwenningen sind es rund 25 km. Seedorf liegt in der Ostabdachung des Mittleren Schwarzwaldes und im Bereich des Muschelkalks, so dass das Wohngebiet auf einer Höhe von 664 m ü. NN liegt. Der höchste Punkt von Seedorf liegt bei 702 m ü. NN. Des Weiteren durchfließt die Eschach das Dorfgebiet. Über eine Verbindungsstraße ist Seedorf mit der Bundesstraße 462 verbunden, die eine wichtige Verkehrsachse zwischen Schramberg und Rottweil ist und bei Rottweil einen direkten Anschluss an die Bundesautobahn 81 (Stuttgart–Singen) hat. Die Nord-Süd-Verbindung Rottweil-Freudenstadt mit der Landesstraße 422 führt direkt durch Seedorf. Die nächstgelegenen Bahnhöfe befinden sich in Oberndorf und Rottweil.

## Geschichte
Die erstmalige Erwähnung fand Seedorf im Jahre 786 in einer Urkunde des Grafen Gerolds, in der auch Dunningen seine erstmalige Ernennung fand. Dabei ist das Gebiet um Seedorf früher besiedelt worden. So gehen die ältesten Siedlungsspuren auf die Überreste römischer Gutshöfe und die der römischen Straße zwischen dem Kastell Waldmössingen und Arae Flaviae (Rottweil) zurück. Eine Ortsgründung hat wahrscheinlich im siebten Jahrhundert, lange Zeit nachdem die Alemannen das Land übernommen hatten, stattgefunden, worauf die Endung des Namens „Dorf“ deutet. Man geht davon aus, dass der Ort früher weiter östlich lag, auf dem Flurgebiet Altdorf, da dort Steinplattengräber und eine Goldmünze gefunden wurden. Seinen Namen verdankt das Dorf zwei mittlerweile trockengelegten Karstseen.

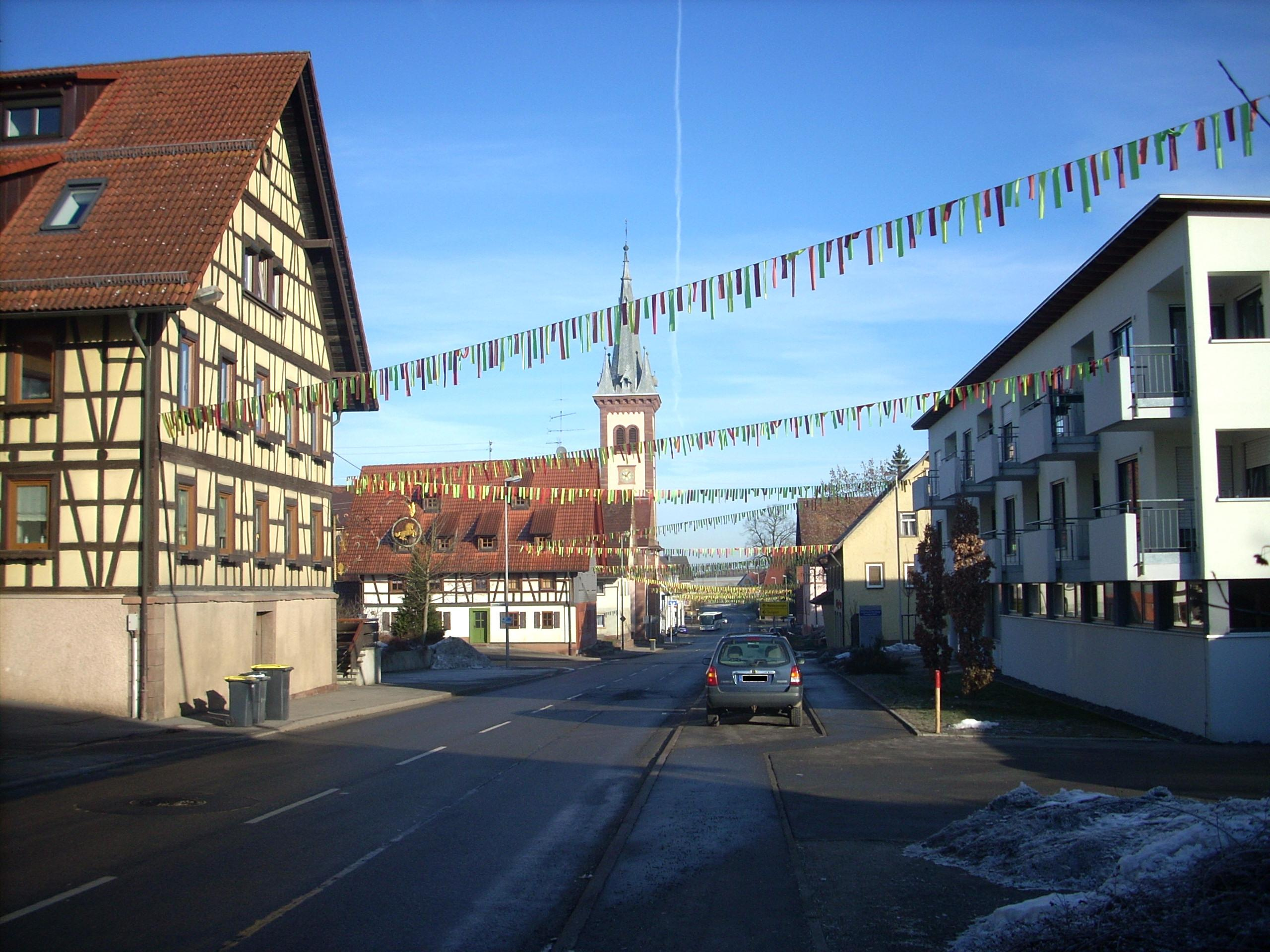
Ortsmitte Seedorf

Es folgte wie bereits erwähnt die Erstnennung Seedorfs im Jahre 786 und nur elf Jahre später, im Jahr 797 bestätigte die Erbin des Grafen Gerolds, die Klosterfrau Ata, die Schenkung Seedorfs an St. Gallen. Der spätere Kaiser Heinrich II. gründete seiner Zeit das Bistum Bamberg und stiftete um es zu erhalten 1007 unter anderem auch den Ort Seedorf. Es ist auch bewiesen, dass Seedorf zu diesem Zeitpunkt einen edelfreien Ortsadel besaß, die Herren von Seedorf bauten damals eine stattliche Wasserburg, die später abgetragen wurde.
In der Folgezeit gingen die bambergischen Besitzrechte allmählich auf den regionalen Adel und die Rottweiler Patrizier über, ehe es im 14. Jahrhundert zum Haus Zimmern gekommen war. Aus der Zimmern´schen Chronik ist die Geschichte vom schwerhörigen Vogt von Seedorf überliefert. Unter der Herrschaft der Herren von Zimmern besaß das Wasserschloss die Funktion als Zweitwohnsitz der Herren, als Witwenwohnsitz und vorübergehend auch als Regierungssitz der sogenannten „Herrschaft vor Wald“. Seit 1432 hatte Seedorf seine eigenen Ortsgeistlichen und infolge der Stiftung einer Kaplanei für die Schlosskapelle.

Im Bauernkrieg von 1524/25 traten die Seedorfer als Aufrührer hervor. 70 Jahre später, 1595, wurde der Ort an die Reichsstadt Rottweil verkauft, weil der Zimmernsche Mannesstamm ausgestorben war. 

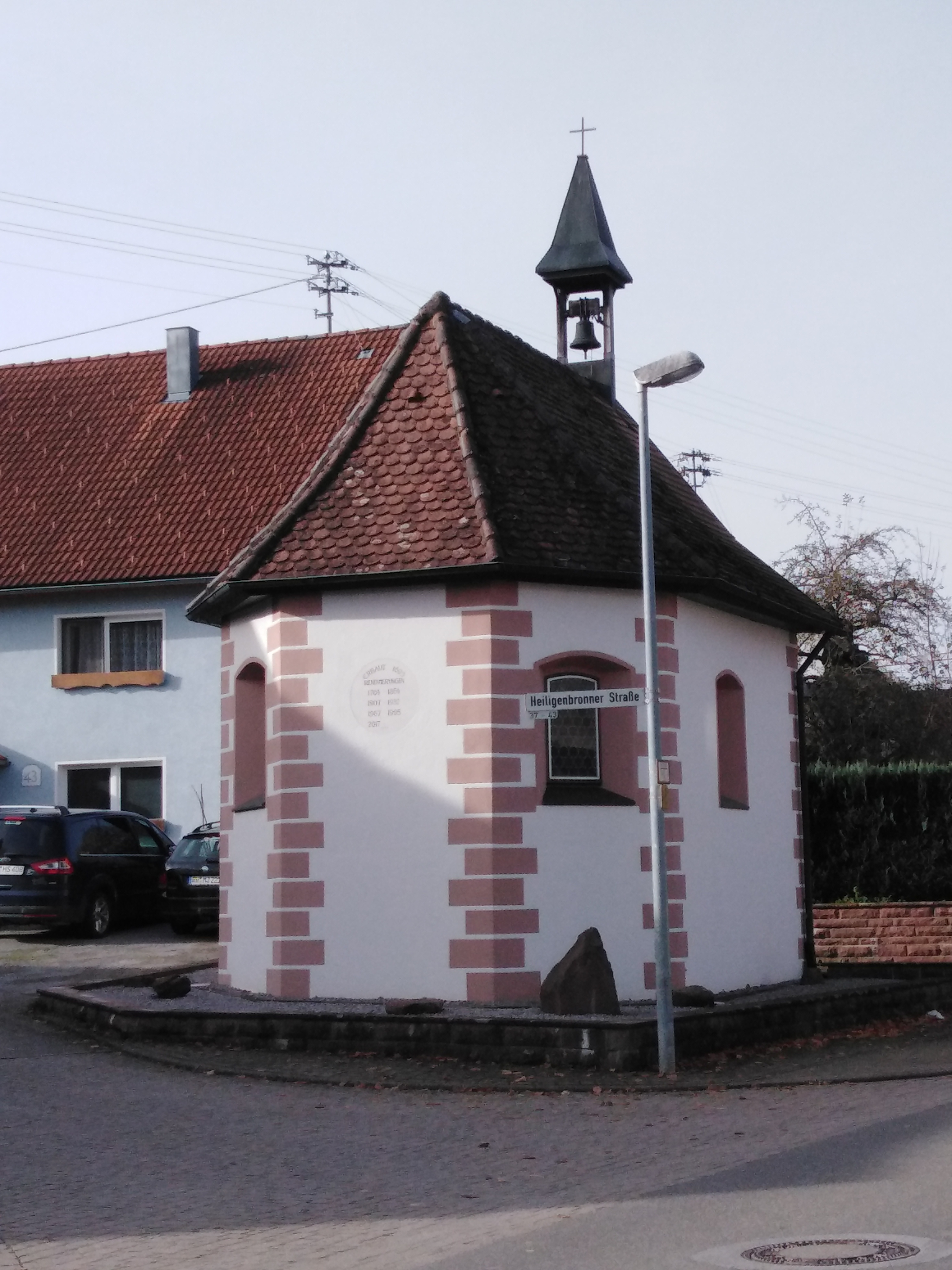
Seedorf, Dunningen Agathakapelle (erb. 1695)

 Weitere 100 Jahre später wurde die Agatha-Kapelle gebaut, die noch heute erhalten ist. Im 17. und 18. Jahrhundert hatte Seedorf einige Krisen zu überwinden, unter den das Dorf schwer litt. Dazu zählen der Dreißigjährige Krieg, sowie die Erbfolge-, Raub- und Revolutionskriege. Als Folge der napoleonischen Umwälzungen fiel Seedorf 1803 mit Rottweil an Württemberg, im Jahr 1844 wurde die heutige Pfarrkirche erbaut.
Bisher war der Ort durch die Landwirtschaft geprägt, doch im 19. Jahrhundert bekam das bäuerliche Seedorf eine starke Umwandlung zu spüren. Auslöser hierfür war die Aufhebung der Leibeigenschaft, auf die die Auflösung des „Zehnten“ folgte. Webereien und Strohflechtereien brachten zusätzliche Arbeitsplätze in den Ort, schlussendlich fand die Bevölkerung Arbeit in den aufstrebenden Fabriken in Oberndorf, Schramberg und Rottweil. Zu Beginn des 20. Jahrhunderts konnte Seedorf mit fließendem Wasser und elektrischem Strom versorgt werden und seit 1945 veränderte sich die Lebensqualität durch die Verbreitung des Autos und der asphaltierten Straßen. Fortan veränderte sich das Ortsbild völlig, im Südosten entstand ein Neubaugebiet. Anlässlich der Verwaltungsreform in Baden-Württemberg wurde Seedorf am 1. Januar 1974 zu einem Ortsteil der Gemeinde Dunningen. Ende des 20. Jahrhunderts entstanden zwischen Seedorf und Waldmössingen, sowie zwischen Seedorf und Dunningen zwei Gewerbegebiete, die zusätzliche Arbeitsplätze in die Region brachten. Heute leben im Dunninger Ortsteil Seedorf etwa 2.000 Menschen und die Landwirtschaft zieht sich immer weiter aus dem Ort zurück.

## Religion
In Seedorf gibt es die katholische Kirchengemeinde St. Georg, die 1.600 Mitglieder hat. Die Kirche, die den räumlichen Mittelpunkt des Gemeindelebens bildet, wurde im Jahr 1844 erbaut, der Turmdachaufbau 1893. In den Jahren 1960 und 1961 wurde die Kirche umgebaut und sie erhielt einen Choranbau, zuletzt wurde sie 1983 renoviert. Heute bietet sie auf Bänken Platz für 500 – 600 Gäste. Im 46 Meter hohen Turm hängen fünf Glocken, von denen 1949 vier neu angeschafft wurden, da sie im Zweiten Weltkrieg abgeliefert werden mussten. Eine Besonderheit stellt die Orgel der Kirche dar, die auf einem Vorbau installiert ist, wodurch eine bessere Raumakustik erzeugt wird. Die Orgel stammt zum Teil aus dem Jahr 1920, wurde dann von 1963 bis 1965 umgebaut. Die neue dreimanualige Orgel, die 34 Register und 2200 Pfeifen besitzt, ersetzte eine zweimanualige Orgel. Eine weitere Besonderheit ist die Anordnung der Kirche an sich. Der Altar ist nach Westen und nicht wie üblich nach Osten ausgerichtet.
Für die vielen Gruppen, Vereine und Einrichtungen stehen Räumlichkeiten im 1851 erbauten Pfarrhaus zur Verfügung.
Ein Pfarrbüro besitzt die Gemeinde zusammen mit den Kirchengemeinden St. Martin Dunningen und St. Johann Baptist Lackendorf, mit welchen auch pastorale und seelsorgerische Maßnahmen wahrgenommen werden. Die drei Gemeinden bilden seit 2001 zusammen mit den Kirchengemeinden Bösingen, Herrenzimmern und Villingendorf eine Seelsorgeeinheit.
Für die in Seedorf lebenden Protestanten ist die evangelische Kirchengemeinde Schramberg-Sulgen zuständig.

## Wirtschaft
Größter Arbeitgeber in Seedorf ist der Wehrtechnik- und Zünderhersteller Junghans microtec GmbH, ein Unternehmen der Diehl-Gruppe Nürnberg. Weitere bedeutende Arbeitgeber sind BAUER Water GmbH und die Maier Drehtechnologie GmbH.